# Bahnstrecke Müncheberg–Hasenfelde
| Streckennummer: | 6539                               |                           |                           |
| Kursbuchstrecke: | 94h, 115g (1934) 128b (1944, 1946) |                           |                           |
| Streckenlänge: | 11,0 km                            |                           |                           |
| Spurweite: | 1435 mm (Normalspur)               |                           |                           |
| |                                    |                           |                           |
| \| \| \| von Fürstenwalde \| \| \| \| 14,2 \| Hasenfelde \| Hasenfelde \| \| \| \| nach/von Wriezen \| \| \| \| 17,9 \| Heinersdorf \| Heinersdorf \| \| \| 19,7 \| Behlendorf \| Behlendorf \| \| \| 22,6 \| Elisenhof \| Elisenhof \| \| \| 25,2 \| Müncheberg Stadt \| Müncheberg Stadt \| \| \| \| nach Dahmsdorf-Müncheberg \| \| |                                    |                           |                           |
| Strecke (außer Betrieb) |                                    | von Fürstenwalde          | von Fürstenwalde          |
| Bahnhof (Strecke außer Betrieb) | 14,2                               | Hasenfelde                | Hasenfelde                |
| Abzweig geradeaus, nach rechts und von rechts (Strecke außer Betrieb) |                                    | nach/von Wriezen          | nach/von Wriezen          |
| Bahnhof (Strecke außer Betrieb) | 17,9                               | Heinersdorf               | Heinersdorf               |
| Haltepunkt / Haltestelle (Strecke außer Betrieb) | 19,7                               | Behlendorf                | Behlendorf                |
| Haltepunkt / Haltestelle (Strecke außer Betrieb) | 22,6                               | Elisenhof                 | Elisenhof                 |
| Bahnhof (Strecke außer Betrieb) | 25,2                               | Müncheberg Stadt          | Müncheberg Stadt          |
| Strecke (außer Betrieb) |                                    | nach Dahmsdorf-Müncheberg | nach Dahmsdorf-Müncheberg |

Die Bahnstrecke Hasenfelde–Müncheberg war eine Strecke der Oderbruchbahn AG. Die Bahn wurde von den Landkreisen Oberbarnim und Lebus gegründet und gebaut. Sie zweigte in Hasenfelde von der Bahnstrecke Fürstenwalde–Wriezen ab.

## Geschichte
Am 1. Juni 1910 wurde mit dem Bau der Bahn begonnen. Die Strecke konnte, zusammen mit der Strecke zwischen Fürstenwalde und Hasenfelde, am 3. Juni 1911 eröffnet werden. In Müncheberg gab es einen Anschluss an die am 23. November 1909 eröffnete Müncheberger Kleinbahn. Den Betrieb für beide Bahnen führte die Kleinbahnabteilung der Provinzialverwaltung Brandenburg, das spätere Landesverkehrsamt Brandenburg in Potsdam, das in Müncheberg Stadtbahnhof eine Verwaltungsstelle einrichtete. 
In Heinersdorf stand eines der markanten Bahnhofsgebäude der Oderbruchbahn, die nach einheitlichem Muster gebaut wurden. Neben einem kleinen Dienstgebäude war ein größerer Güterschuppen gebaut, dessen Walmdach das Dienstgebäude überragte. 
1932 wurde der Eigenbetrieb der Landkreise in eine Aktiengesellschaft umgewandelt, an der sich auch der Staat Preußen und die Provinz Brandenburg beteiligten.
Im April 1945 wurde der Betrieb eingestellt und erst im November 1946 wieder aufgenommen. 
Am 1. April 1949 übernahm die Deutsche Reichsbahn die Oderbruchbahn. Der Personenverkehr wurde am 31. Mai 1965 eingestellt, der Güterverkehr zwischen Hasenfelde und Heinersdorf am 18. Dezember 1968.